# Лионский музей изобразительных искусств
Лионский музей изобразительных искусств (фр.  Musée des Beaux-Arts de Lyon) — художественный музей в Лионе. Расположен в бывшем монастыре бенедиктинцев. Коллекция музея представлена в 70 галереях. Фонды музея включают произведения художественного и декоративно-прикладного искусства и монеты различных эпох, от Древнего Египта до XX века. Один из самых значимых музеев Франции и Европы.

## История
До 1792 года здание музея было монастырём. Людовик XIV профинансировал большие реставрационные работы монастыря в XVII веке, отчего здание приобрело барочные черты. Во время Французской революции монастырь был ликвидирован, а в его помещении был обустроен Дворец коммерции и искусств (фр. Palais du Commerce et des Arts), в котором были выставлены произведения искусства, конфискованные у церкви. Со временем музей пополнился экспонатами археологического и естественного характера. В 1805 году при музее была основана школа рисования. В 1860 году помещение было переоборудовано в музей, планировка которого сохранилась и до сегодняшнего дня. В 1988—1998 годы были проведены большие реставрационные работы.

## Коллекция

### Живопись
В коллекции музея представлены разные эпохи европейской живописи в от XV века до современности. Коллекция насчитывает около 2000 картин, 700 из которых выставлены на публичное обозрение.
Итальянская живопись представлена произведениями таких мастеров, как Николо ди Пьетро (Визит Понтициана к Святым Августину и Алипию, между 1413 и 1415) Перуджино, Лоренцо Коста, Корреджо, Паоло Веронезе, Тинторетто, Каналетто, Франческо Гварди, Джандоменико Тьеполо (сын Джамбаттиста Тьеполо), Доменикино, Гверчино, Сальватор Роза, Лука Джордано, Джованни Паоло Панини.
Французскую живопись XVII века представляют такие художники, как Симон Вуэ, Никола Пуссен, Шарль Лебрен, Эсташ Лесюэр, Гиацинт Риго, Франсуа Буше, Грёз, Клод-Жозеф Верне.
Французская живопись XIX века представлена такими именами, как Жан Огюст Доминик Энгр, Теодор Жерико, Эжен Делакруа, Гюстав Курбе, Камиль Коро, Оноре Домье, Клод Моне, Эдуар Мане, Альфред Сислей, Камиль Писсарро, Эдгар Дега, Поль Гоген, Поль Сезанн, Огюст Ренуар, Гюстав Моро.
Испанская живопись представлена полотнами таких художников, как Эль Греко, Антонио де Переда, Хосе де Рибера, Франсиско де Сурбаран.
Немецкую, фламандскую и голландскую живопись представляют такие художники, как Лукас Кранах Старший, Ян Брейгель Старший, Рембрандт, Питер Пауль Рубенс, Антонис ван Дейк, Якоб Йорданс, Франс Снейдерс, Ян ван Гойен, Саломон ван Рейсдал.
Музей имеет очень богатую коллекцию живописи XX века, прежде всего благодаря дару Жаклин Делюбак. Среди художников XX века стоит упомянуть такие имена, как Пикассо, Жорж Брак, Фернан Леже, Анри Матисс, Жоан Миро, Франсис Бэкон, Жан Дюбюффе, Марк Шагал, Амедео Модильяни, Марсель Ру и др.

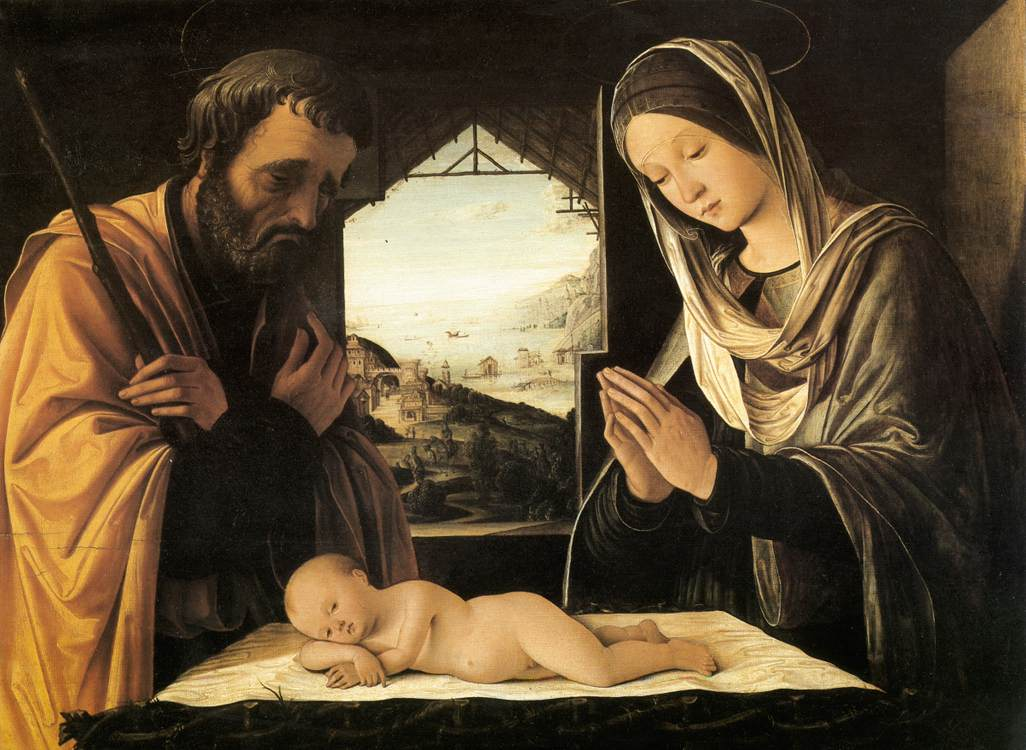
Лоренцо Коста, Рождение Христа, 1490
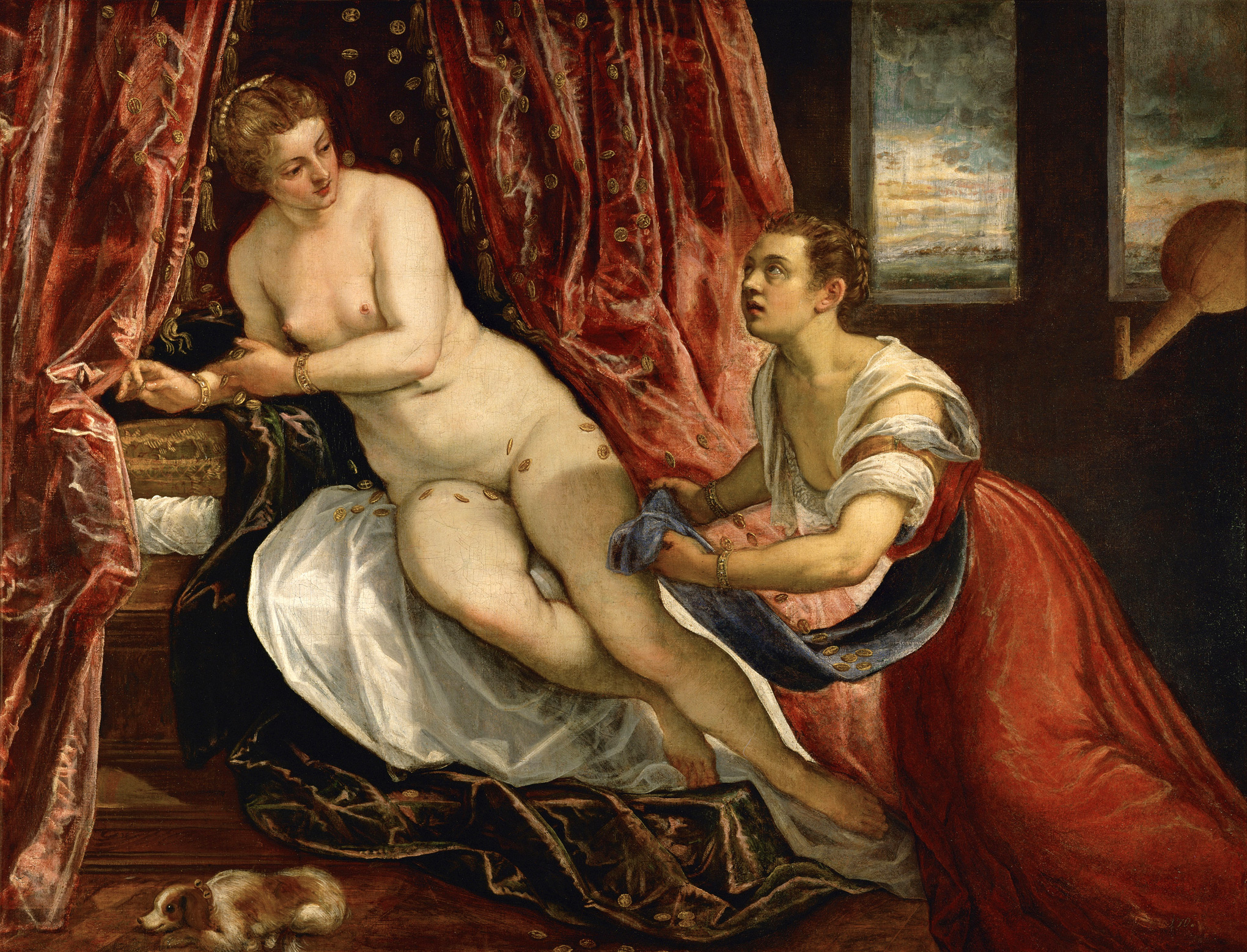
Тинторетто, Даная, 1570
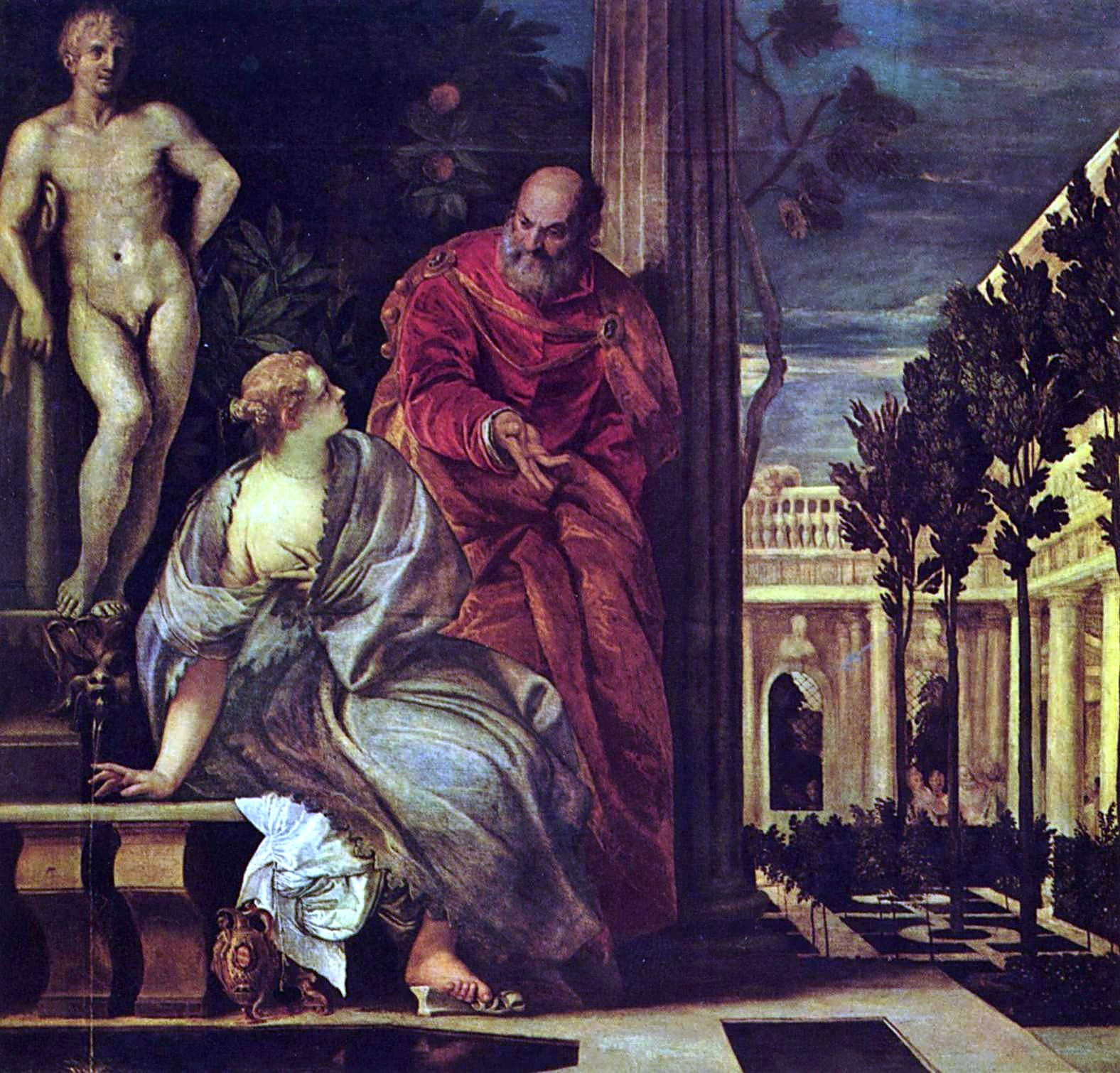
Паоло Веронезе, Купание Вирсавии, 1575
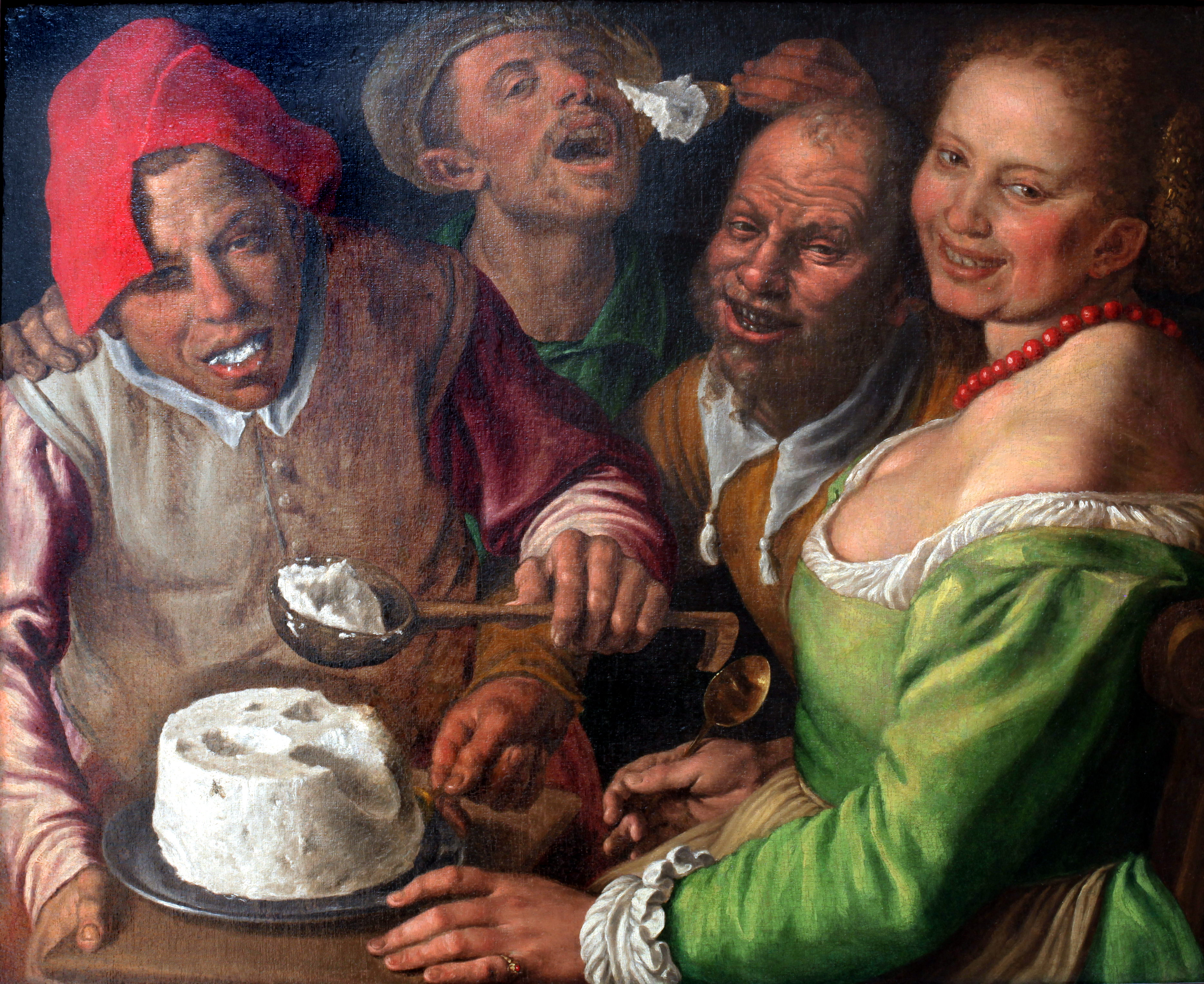
Винченцо Кампи, Поедание рикотты, 1580
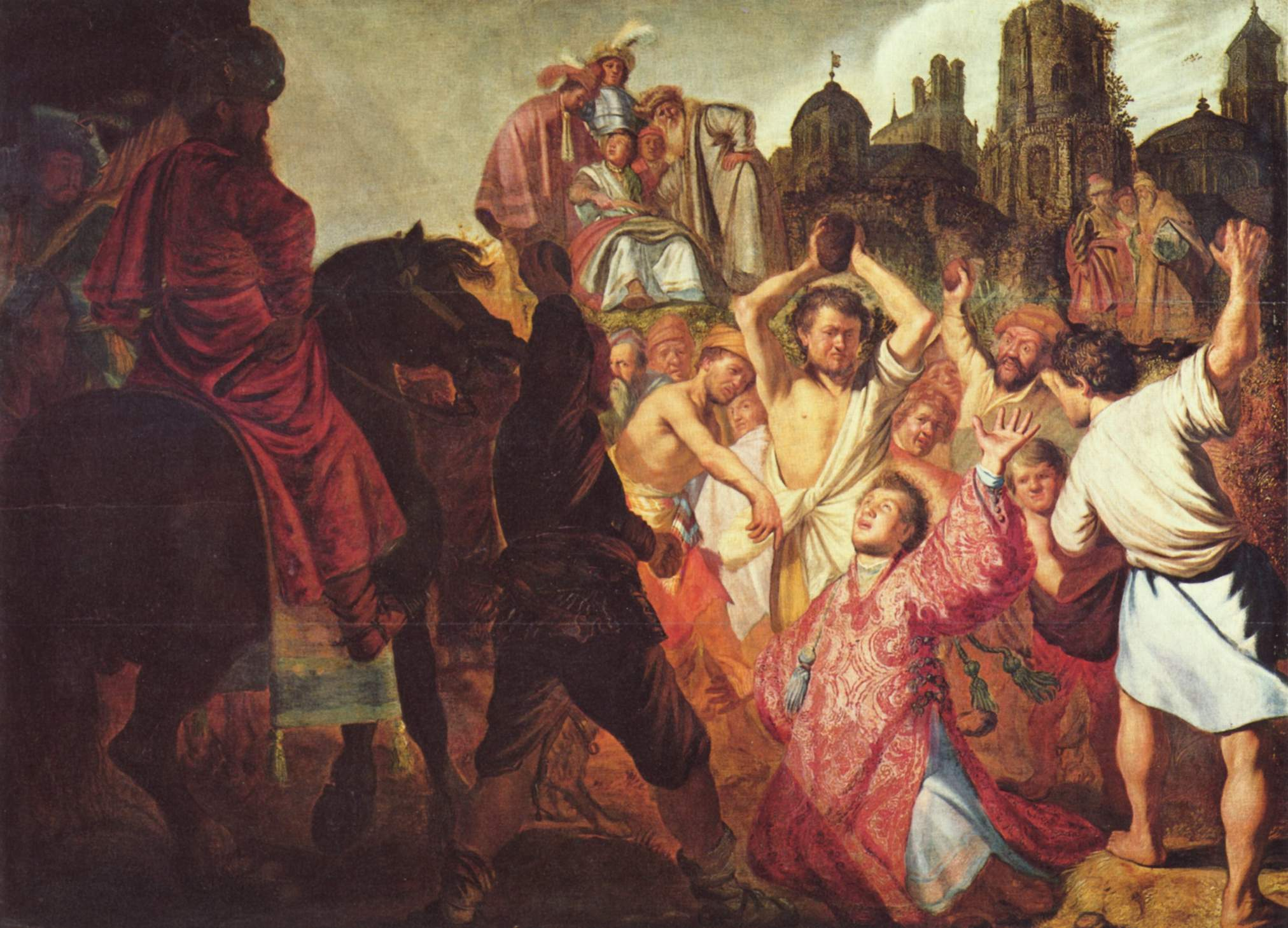
Рембрандт, Побитие камнями святого Стефана, 1625
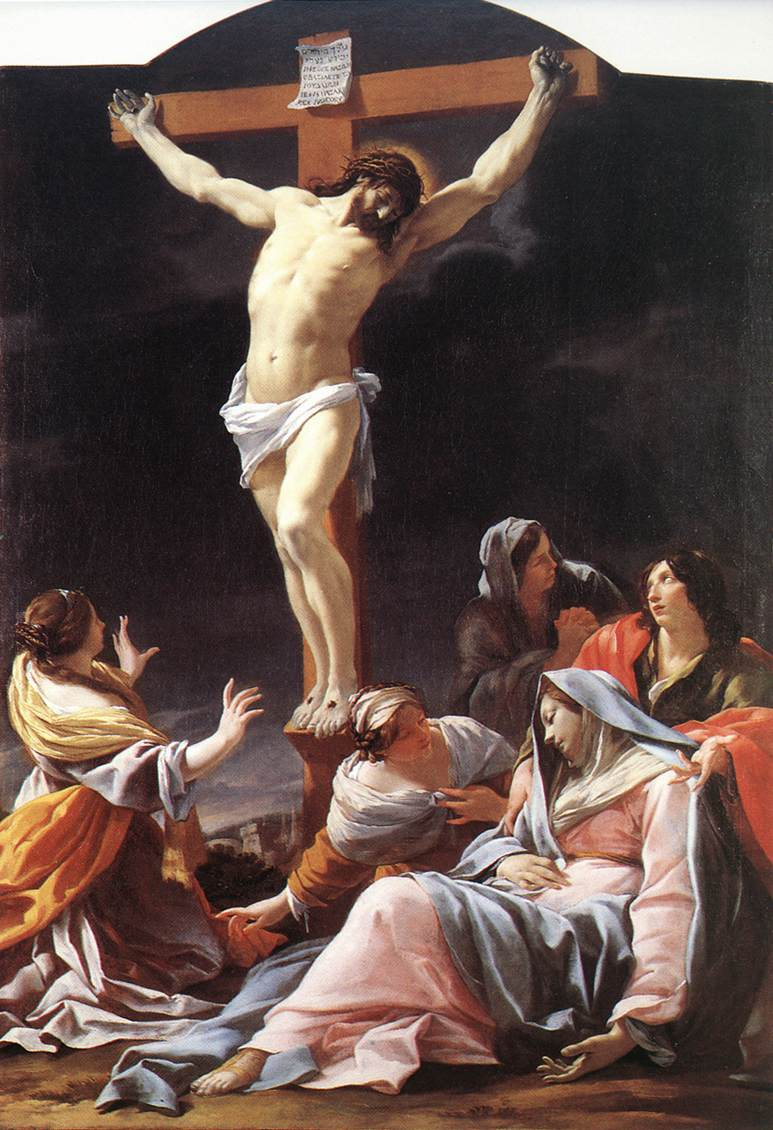
Симон Вуэ, Распятие, (1636-1637)
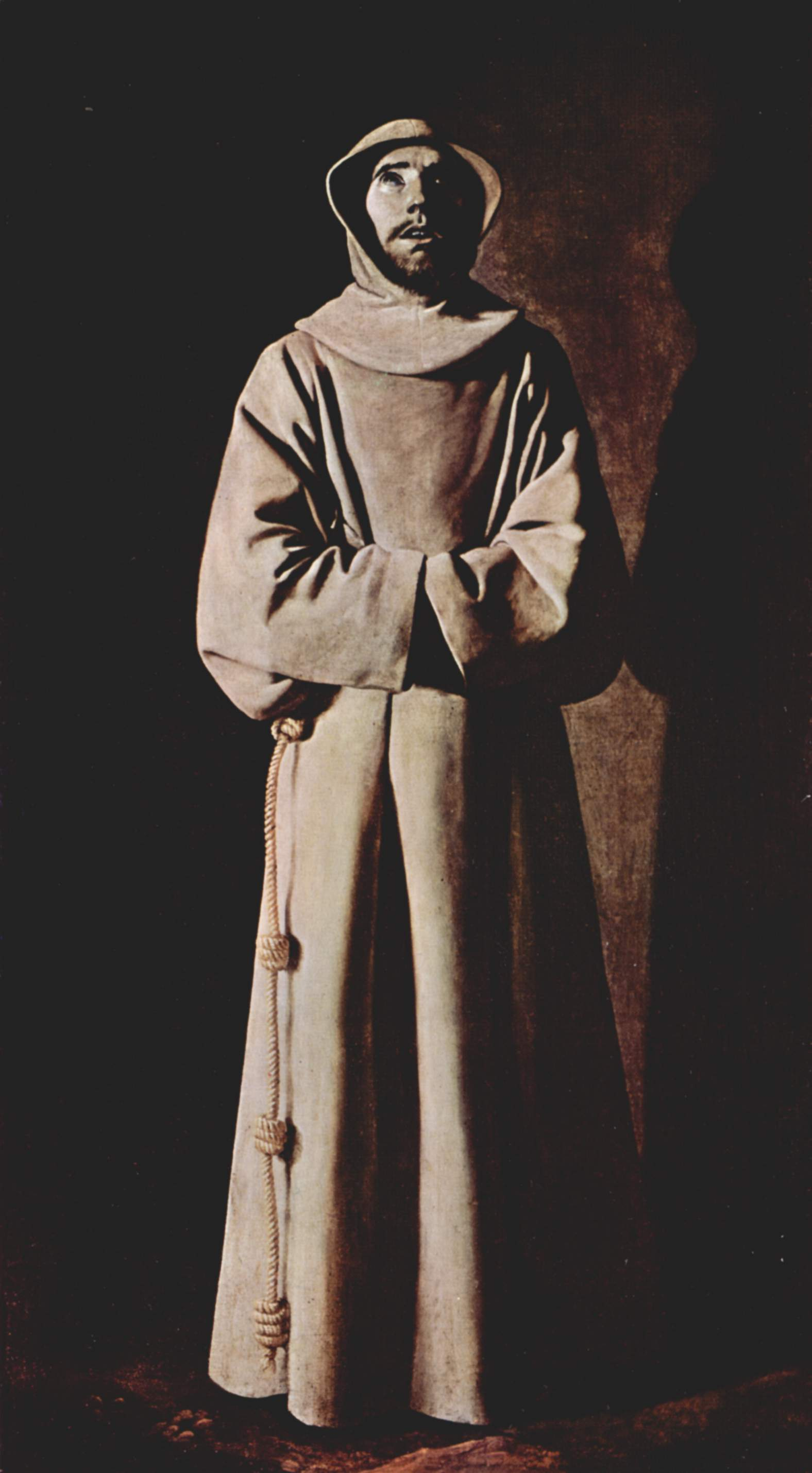
Франсиско де Сурбаран, Святой Франциск, 1645
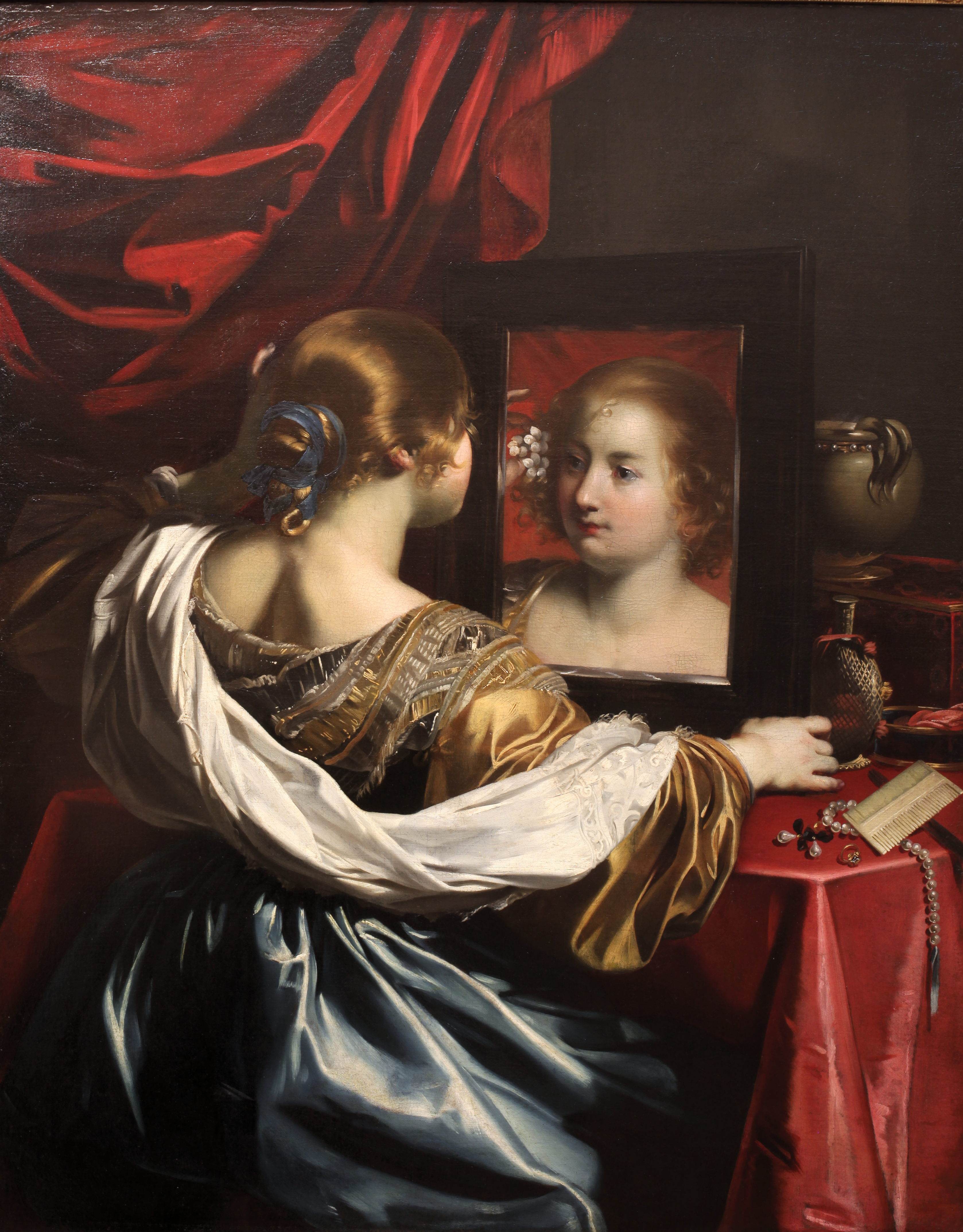
Реньери, Тщетность, 1626
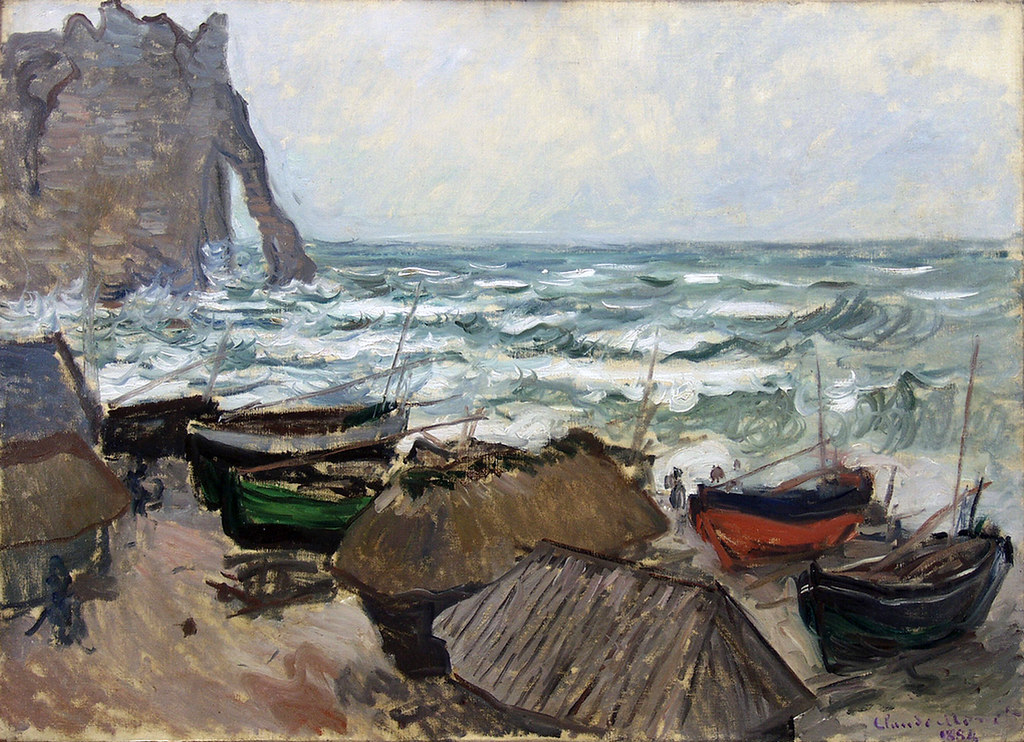
Клод Моне, Шторм у Этрета, 1883
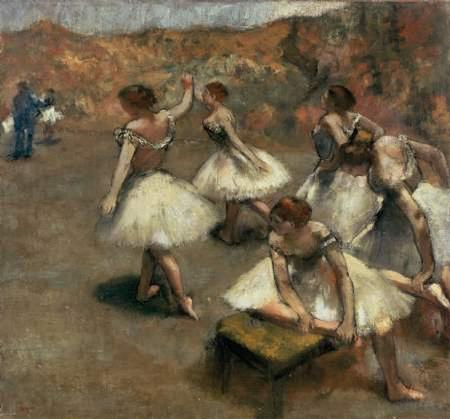
Эдгар Дега, Танцовщицы, 1889

### Скульптура
Отделение скульптуры имеет в коллекции около 1300 скульптур со времен Средневековья и до XX века. Особенно ценны две коллекции:
- скульптура Средневековья и Ренессанса;
- скульптура XIX — начала XX века.

В музее можно осмотреть скульптуры итальянских мастеров школы Андреа Верроккьо, Донателло, Микеланджело. Французская скульптура представлена произведениями таких художников, как Куазево, Гийом Кусту, Пажу, Антонио Канова, Жозеф Шинар, Давид д’Анже, Жан-Жак Прадье, Жан-Батист Карпо, Жан Андре Делорм, Фредерик Бартольди, Огюст Роден, Франсуа Помпон, Антуан Бурдель, Огюст Ренуар, Аристид Майоль, Осип Цадкин, Амадео Модильяни, Пабло Пикассо, Анри Лоран, Арман.
Древняя скульптура выставлена на первом этаже музея, а более поздние произведения — в помещении бывшей часовни. Бронзовые скульптуры XIX века выставлены в музейном саду.

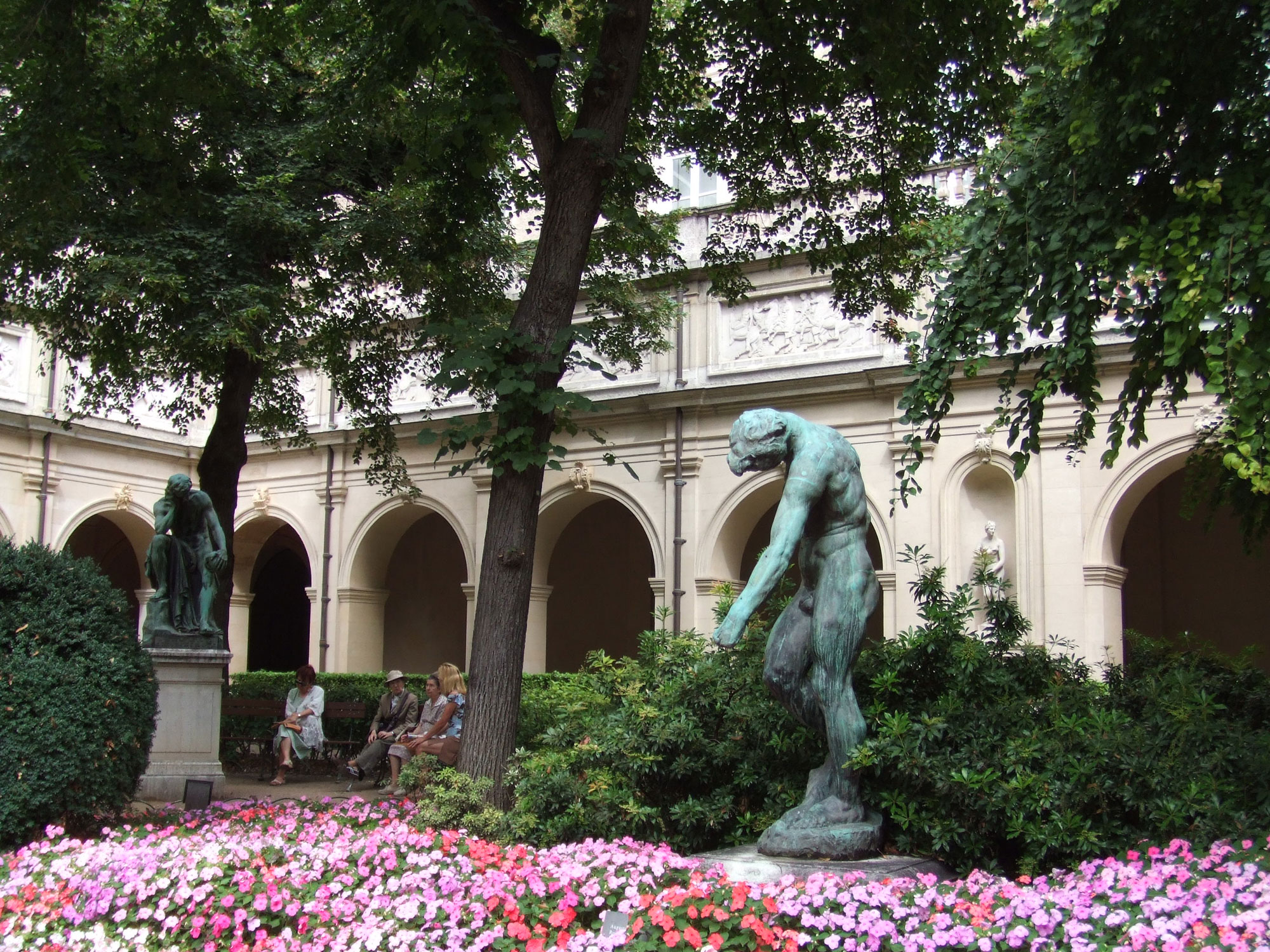
На переднем плане «Тень» Родена, на заднем плане скульптура Леона-Александра Дельома «Демокрит»
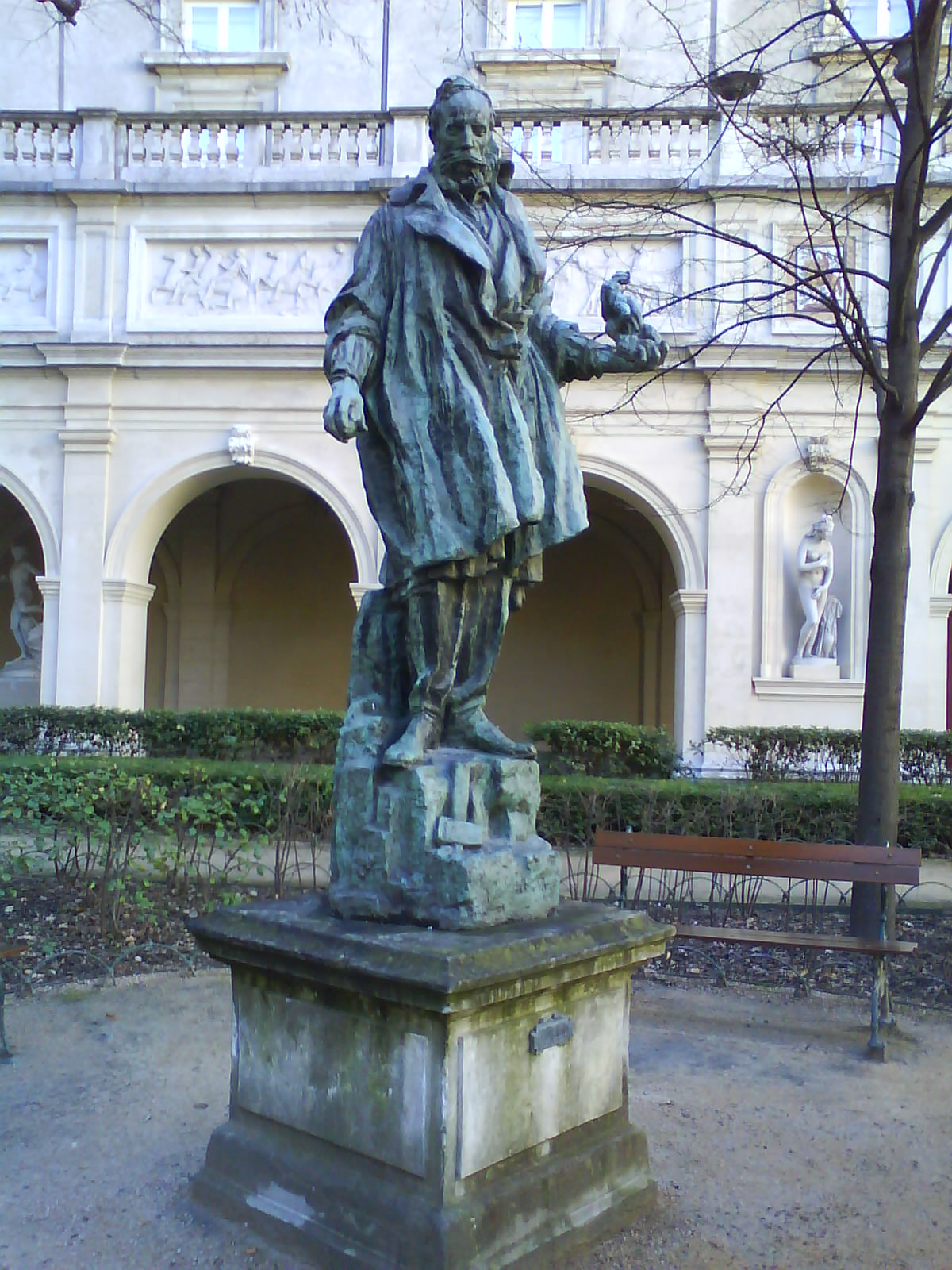
Антуан Бурдель. Памятник скульптору Жану-Батисту Карпо («Карпо за работой»)
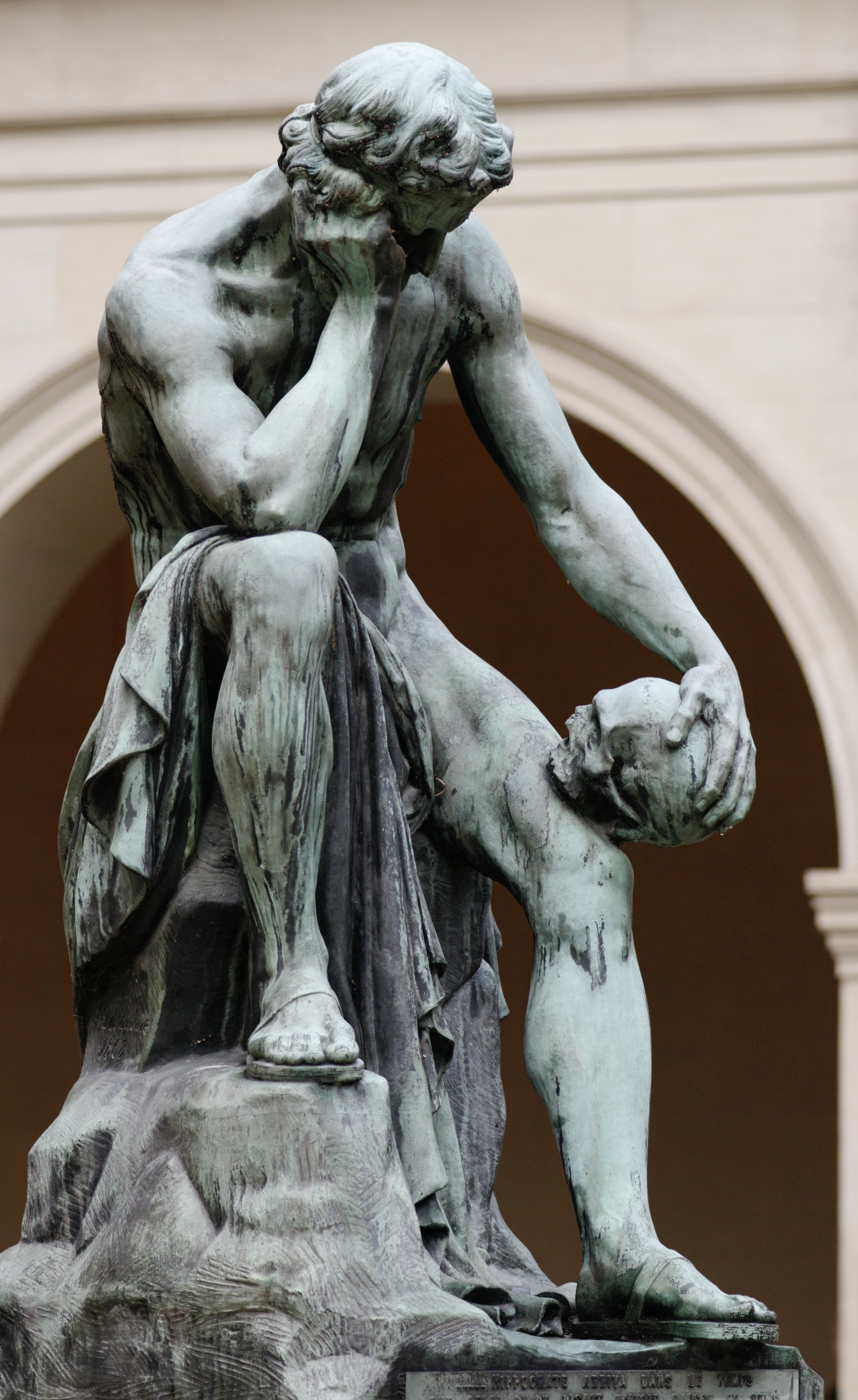
Леон-Александр Дельом, «Демокрит»

### Древнеегипетское искусство
Искусство Древнего Египта является визитной карточкой отдела Древнего искусства. В 1895 году музей Лувр передал в Лион около 400 предметов древнеегипетского искусства. Коллекция значительно расширилась в 1954 году благодаря щедрому дару со стороны семьи египтолога Виктора Лоре. Наибольшую ценность имеют саркофаги Птолемея III и Птолемея IV, которые вместе с другими предметами передал музею в 1939 году египтолог Александр Варий.
Египетская экспозиция музея занимает 9 залов.

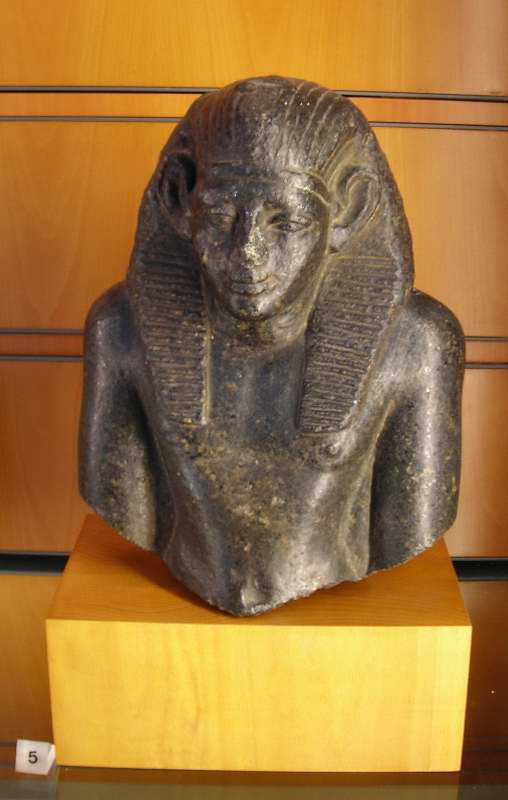
Бюст одного из фараонов эпохи Среднего царства
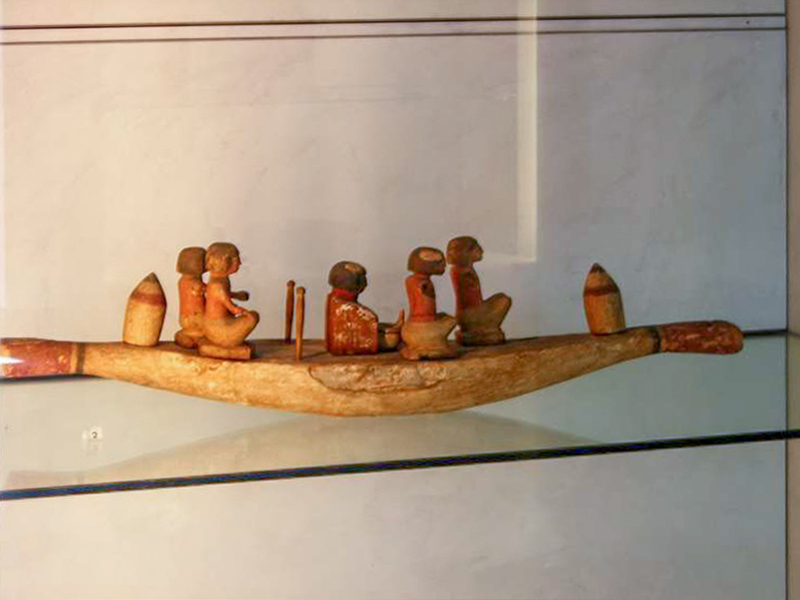
Модель деревянной лодки из Асьюта периода XII династии
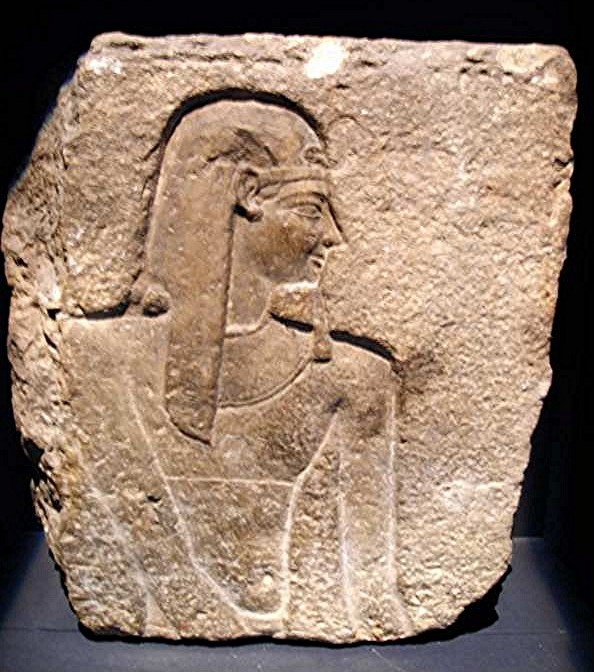
Фрагмент рельефа из храма Клеопатры VII и Птолемея XV
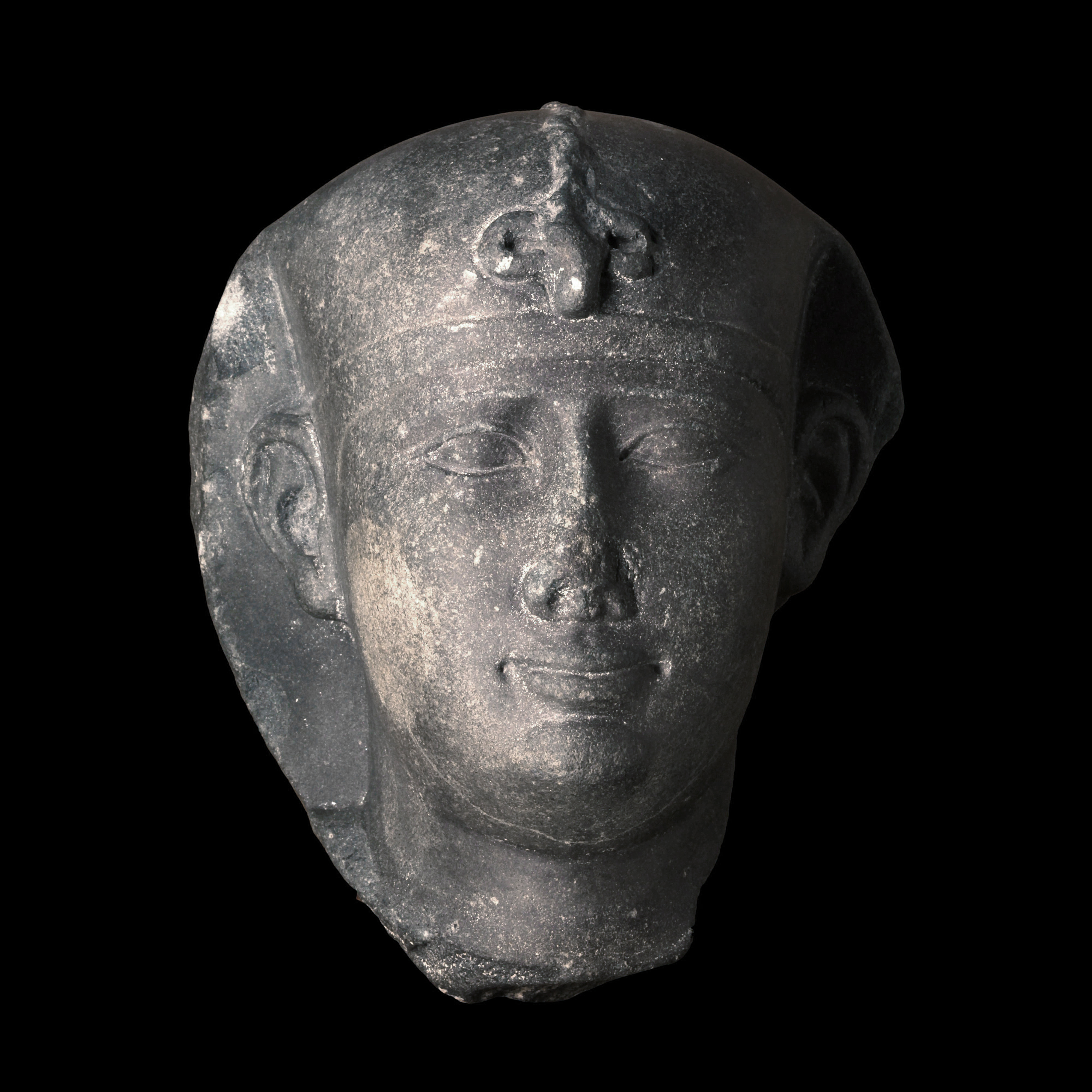
Фараон XXX династии, вероятно Нектанеб II

### Искусство Ближнего Востока и Месопотамии
Искусство Ближнего Востока и Месопотамии представлено в отдельном зале предметами искусства Шумера, Ассирии и Древней Персии.

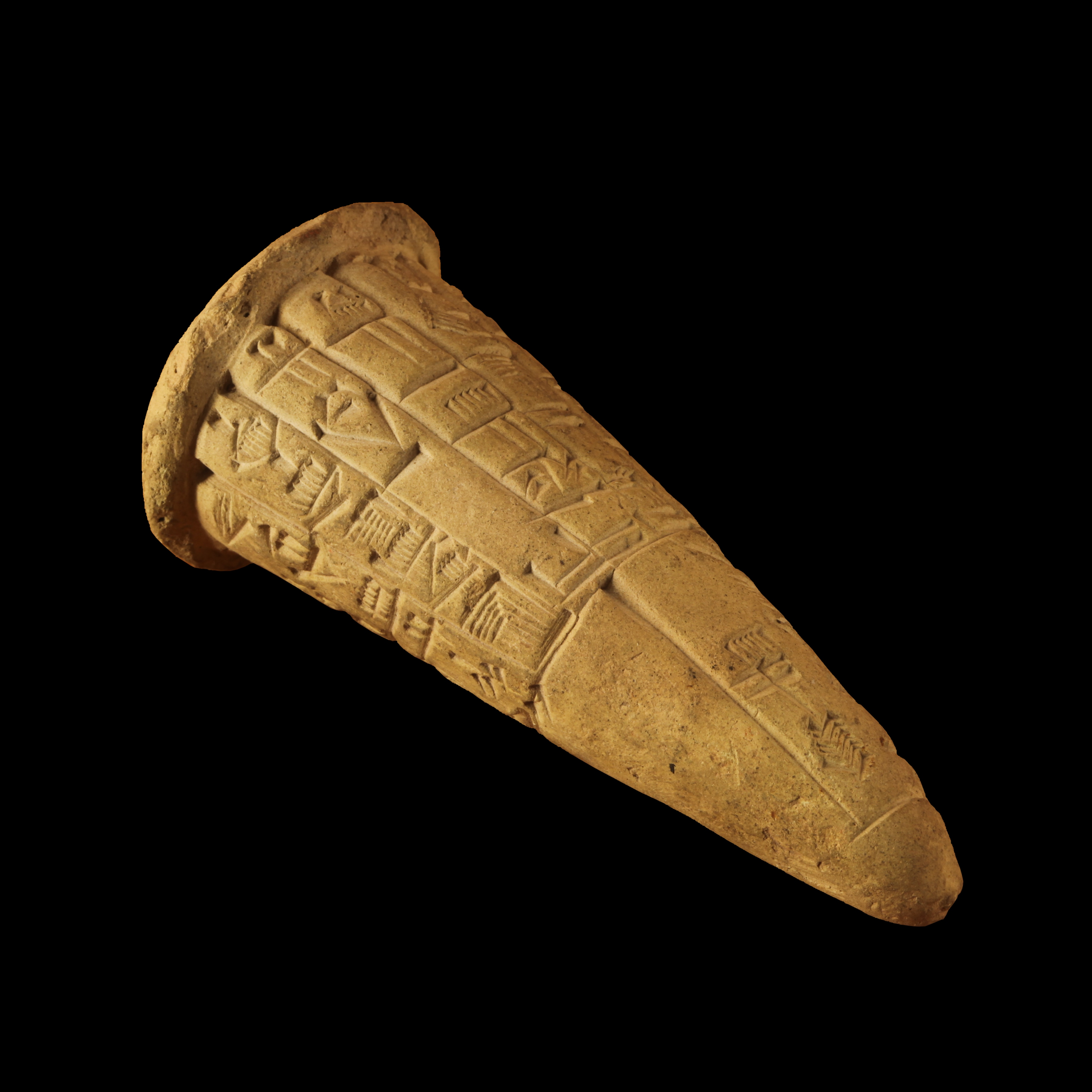
Клин с надписями, Лагаш, ок. 2120 до н. э.
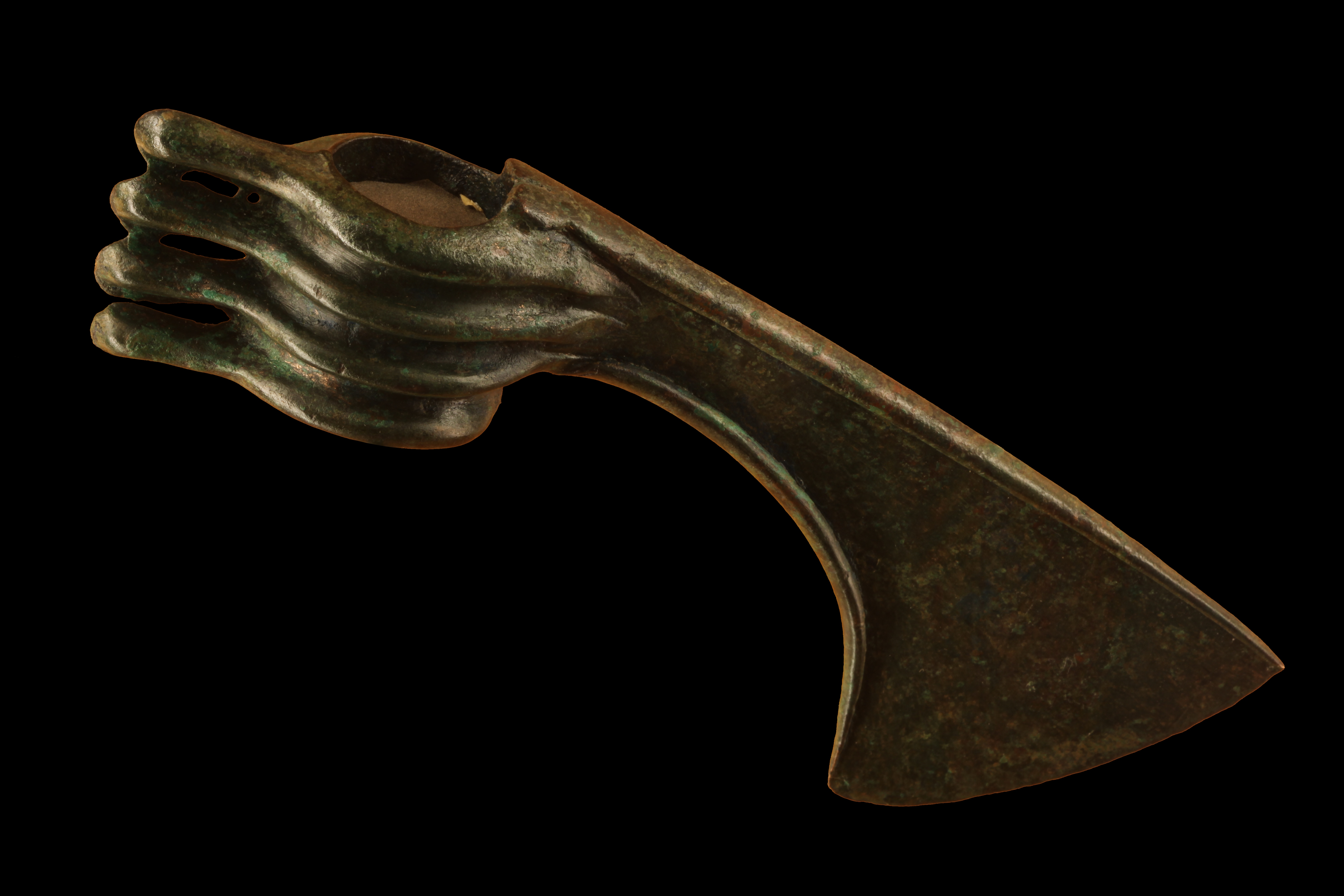
Бронзовый топор, IX-VIII вв. до н. э., Лурестан
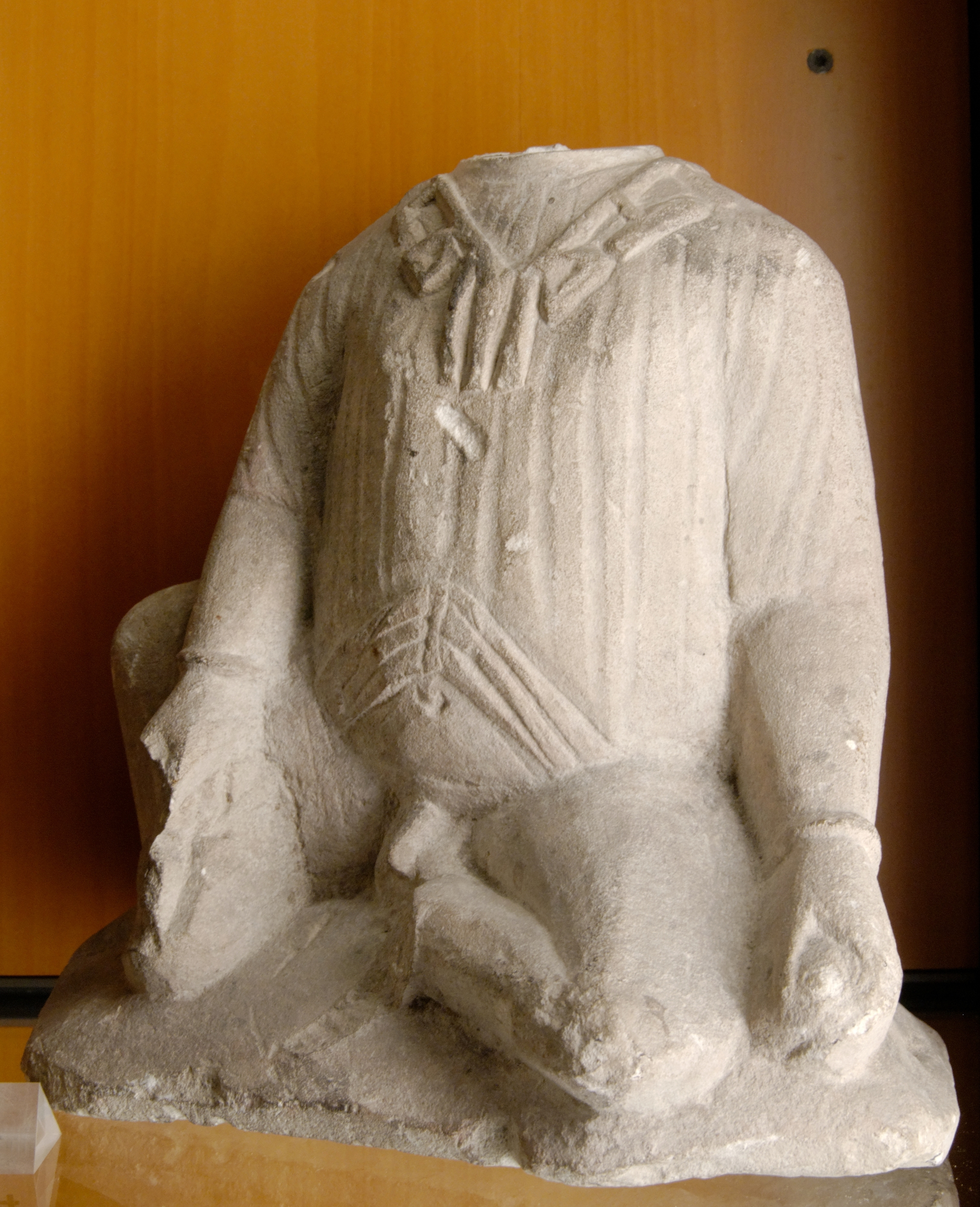
Скульптура «Temple boy», эпоха эллинизма, Кипр
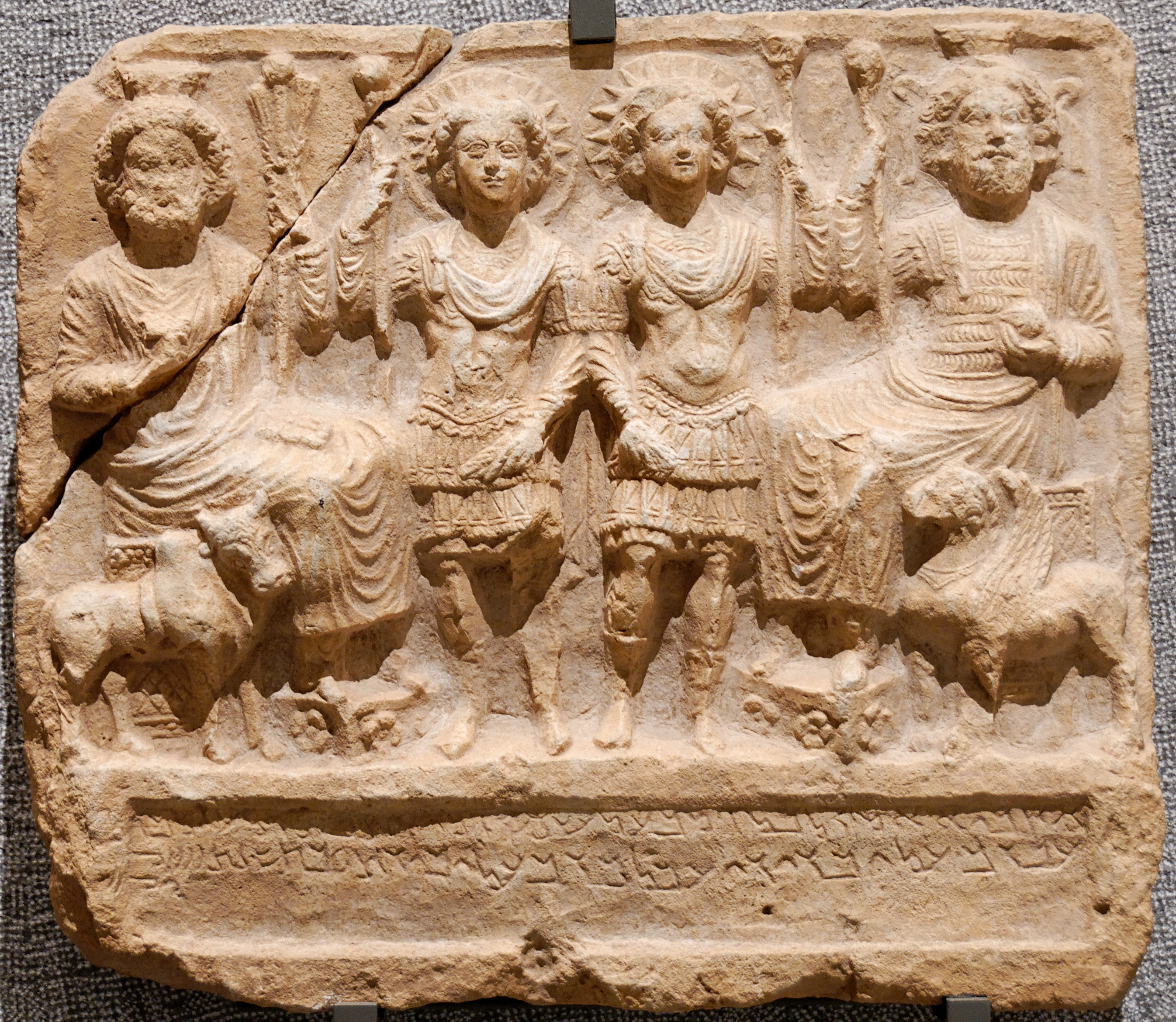
Рельеф с изображением богов, Пальмира, 121 г до н. э.

### Декоративно-прикладное искусство
Отдел декоративно-прикладного искусства представляет 550 предметов со времен Средневековья до сегодняшнего дня, среди которых есть настоящие шедевры.
Особого внимания заслуживают следующие экспонаты:
- Лиможские эмали из византийской слоновой кости,
- Фаянс и майолика Ренессанса,
- Интерьеры в стиле модерн Эктора Гимара,
- Мусульманское прикладное искусство,
- Керамика стран Дальнего Востока.

С 1917 года в музее хранятся ценные образцы керамики Китая, Японии и Кореи. Редкие экспонаты иллюстрируют традицию чайной церемонии.
Также представлена изрядная коллекция керамики в стиле модерн, в которой чувствуется японское влияние.

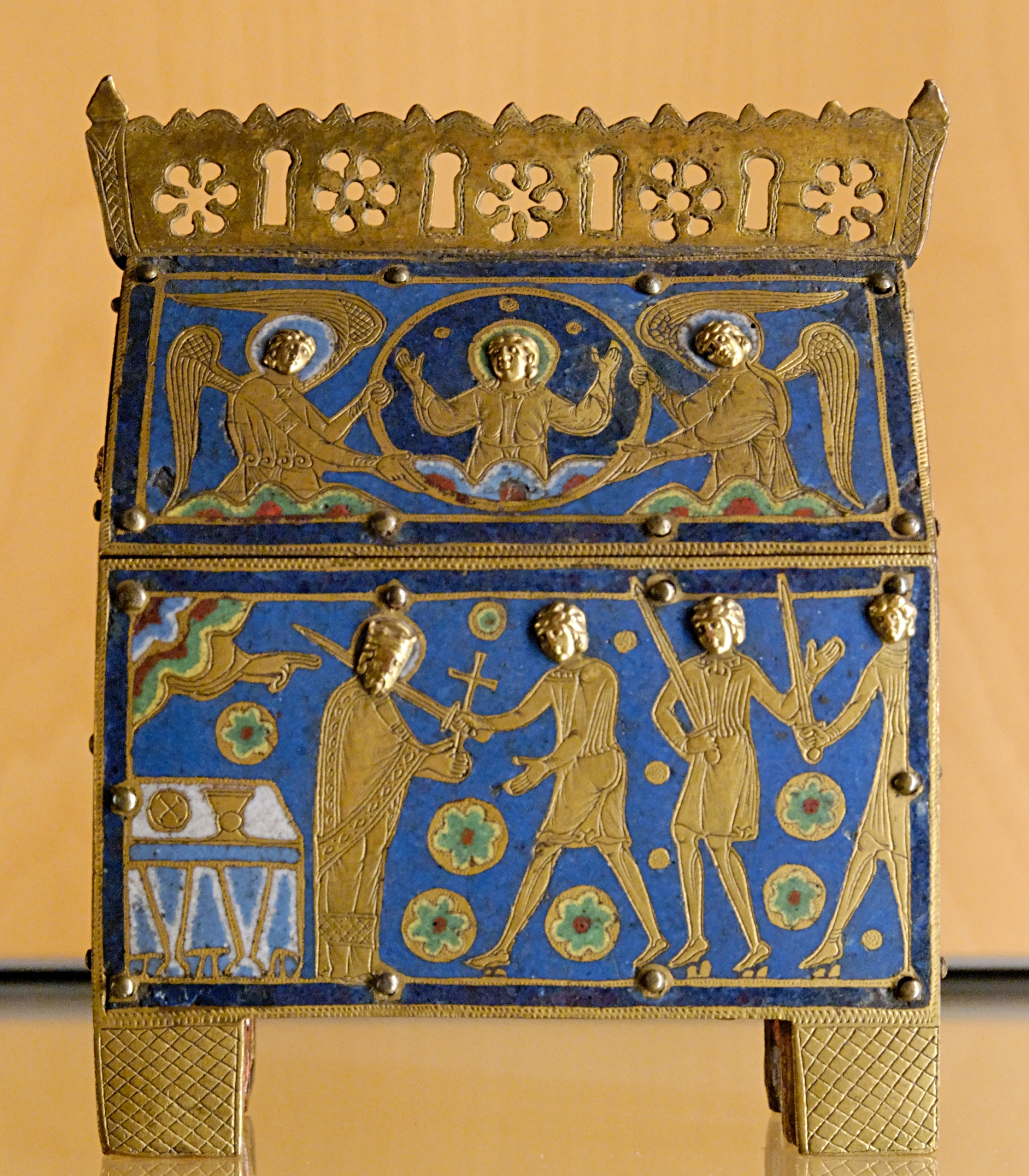
Мученическая смерть Томаса Бекета, Лиможская эмаль, ок. 1210
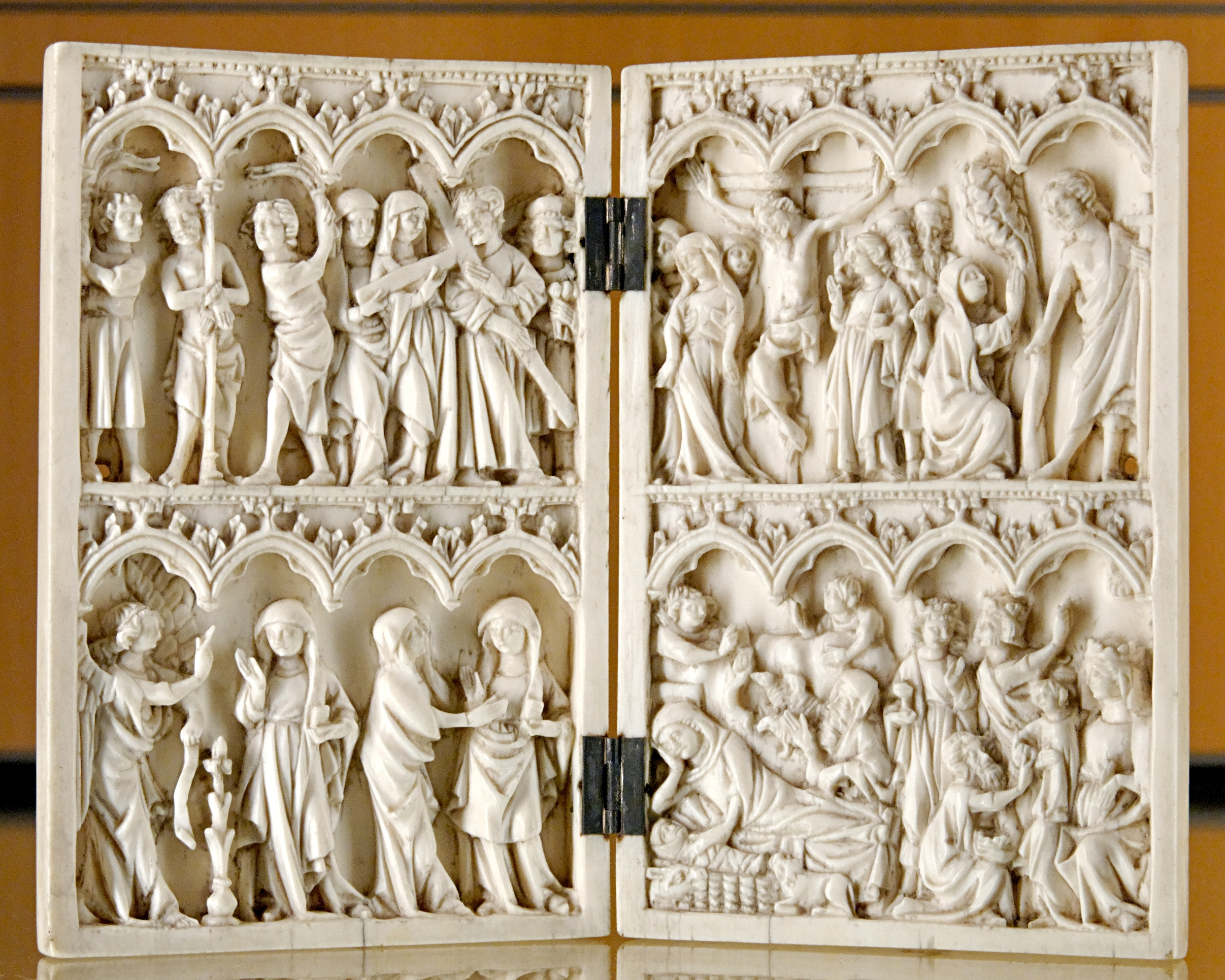
Сцены из жизни Христа, диптих из слоновой кости, XIV в.
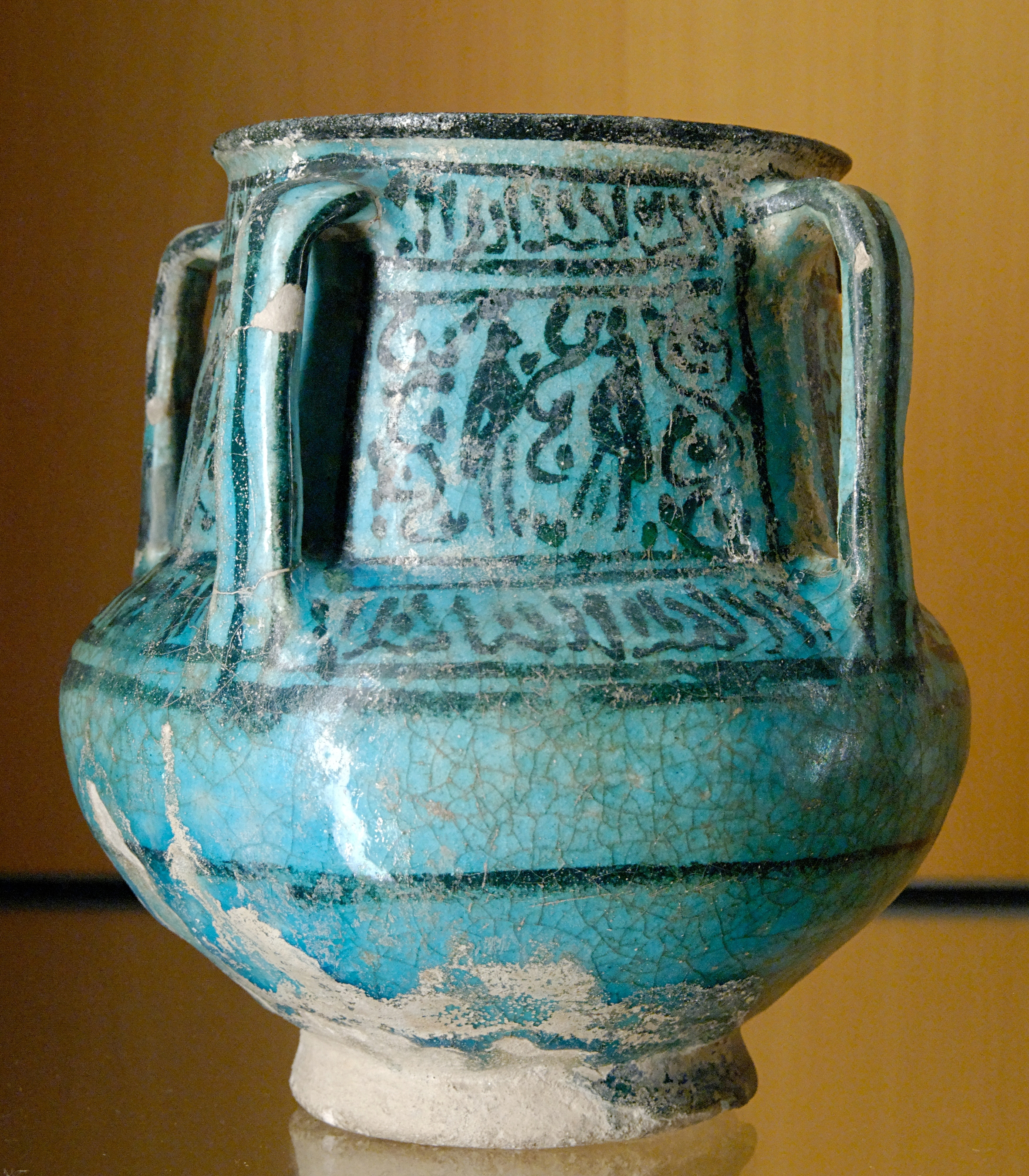
Ваза эпохи Айюбидов (1171-1250), Египет
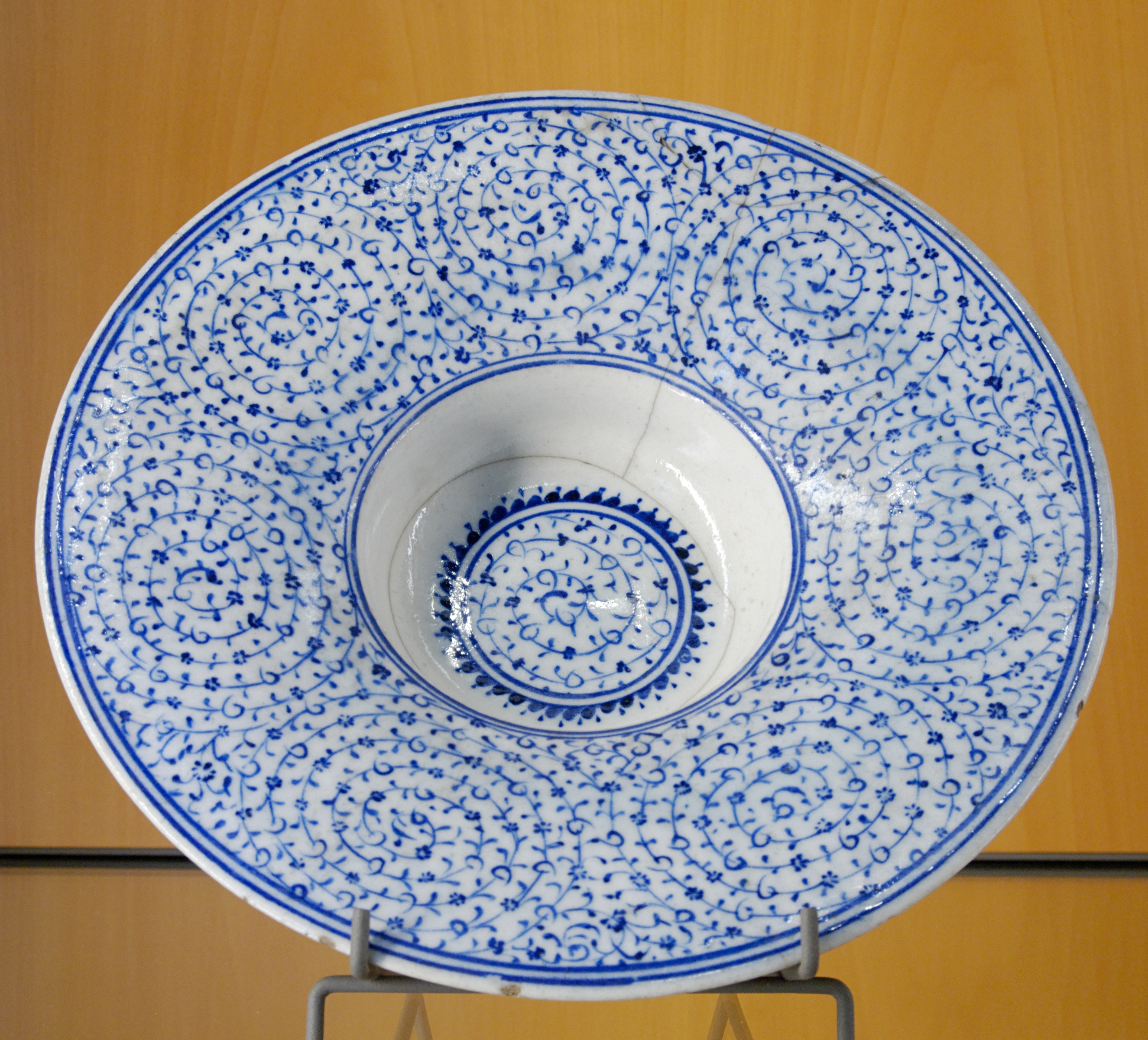
Блюдо, изникская керамика, Турция, ок. 1530-1540

### Нумизматическая коллекция
Нумизматическая коллекция музея — самая богатая во Франции после Кабинета Медалей Французской национальной библиотеки.

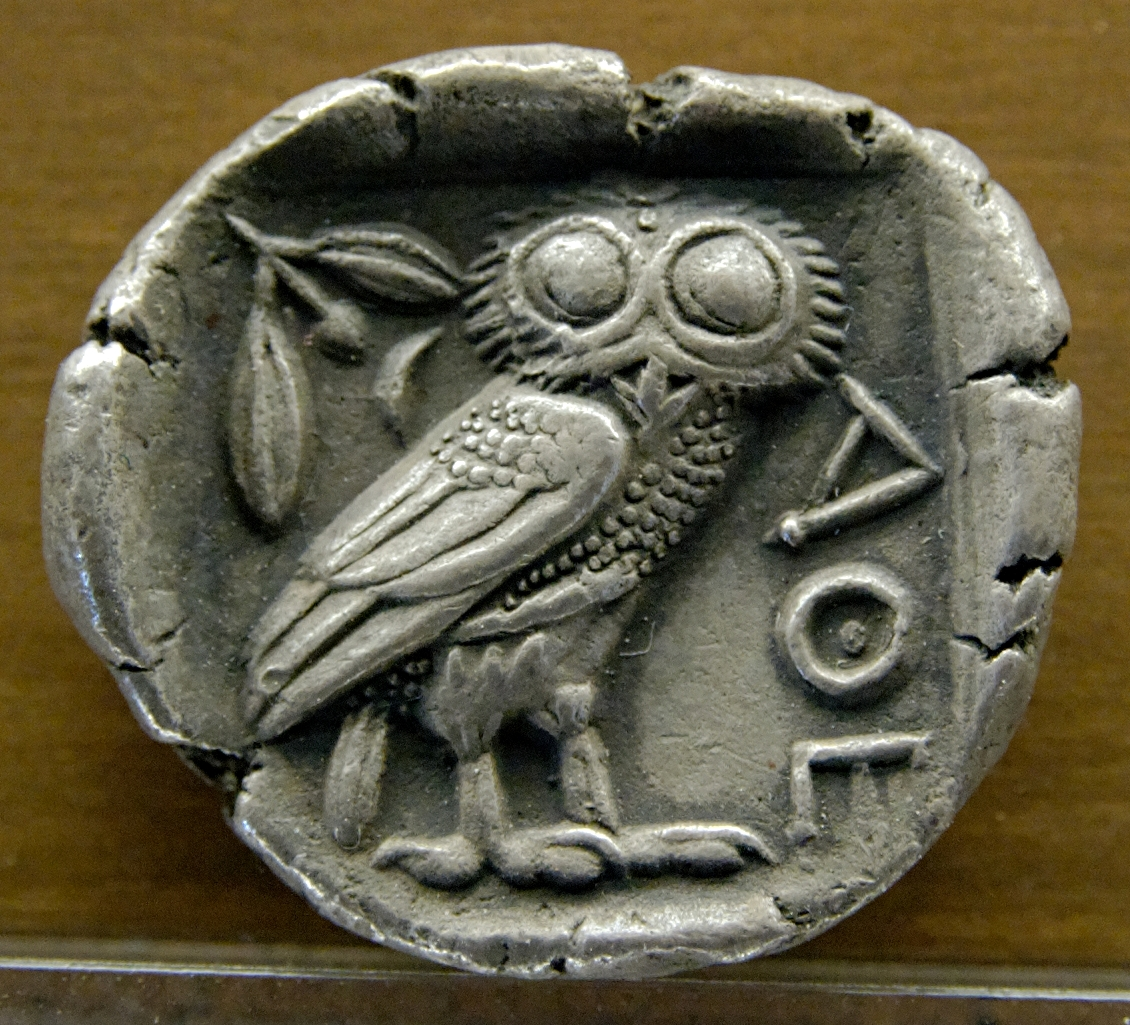
Афинская тетрадрахма, 480-420 до н. э.
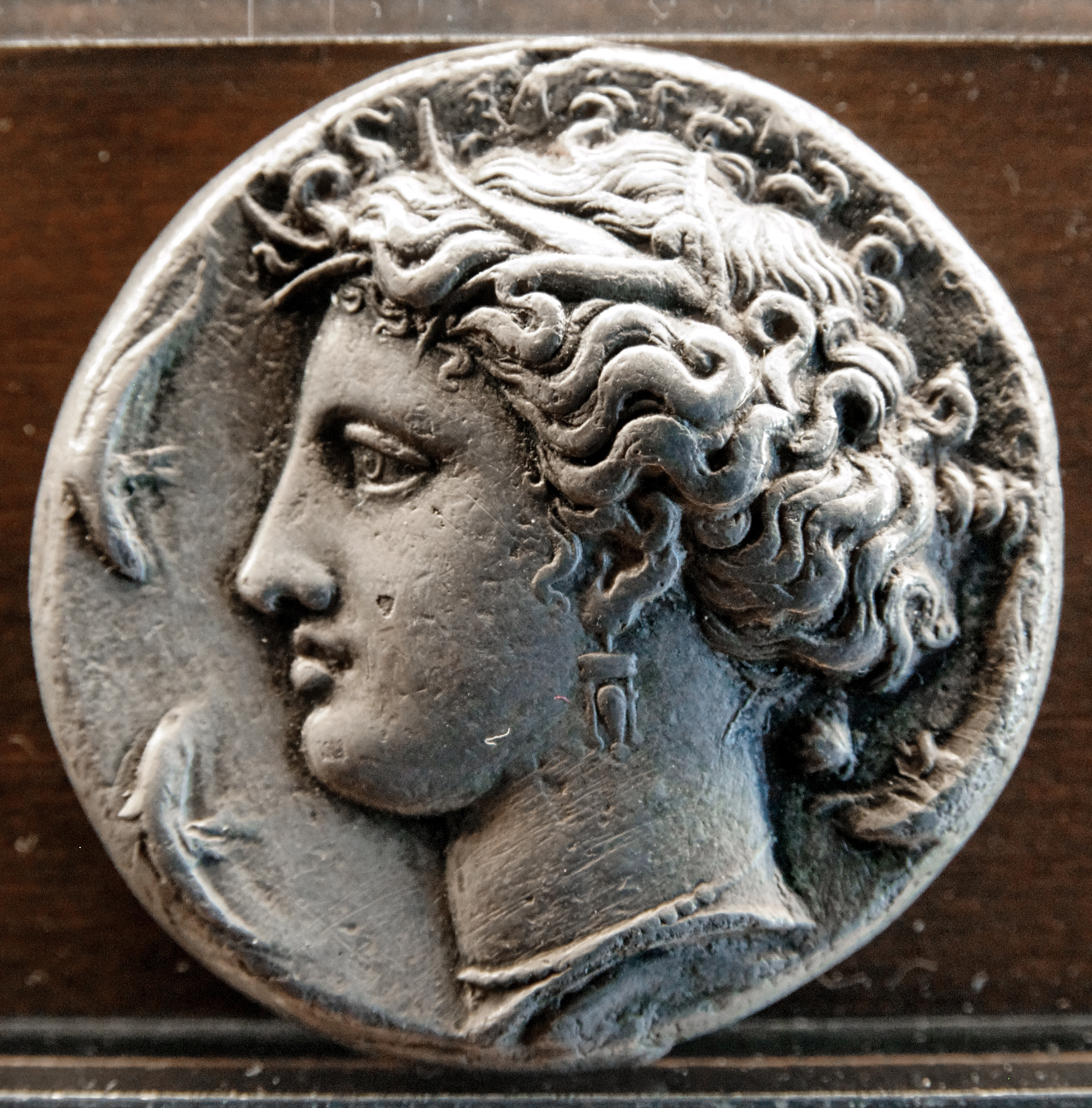
Голова нимфы Аретузы, декадрахма из Сиракуз, ок. 400 до н. э.
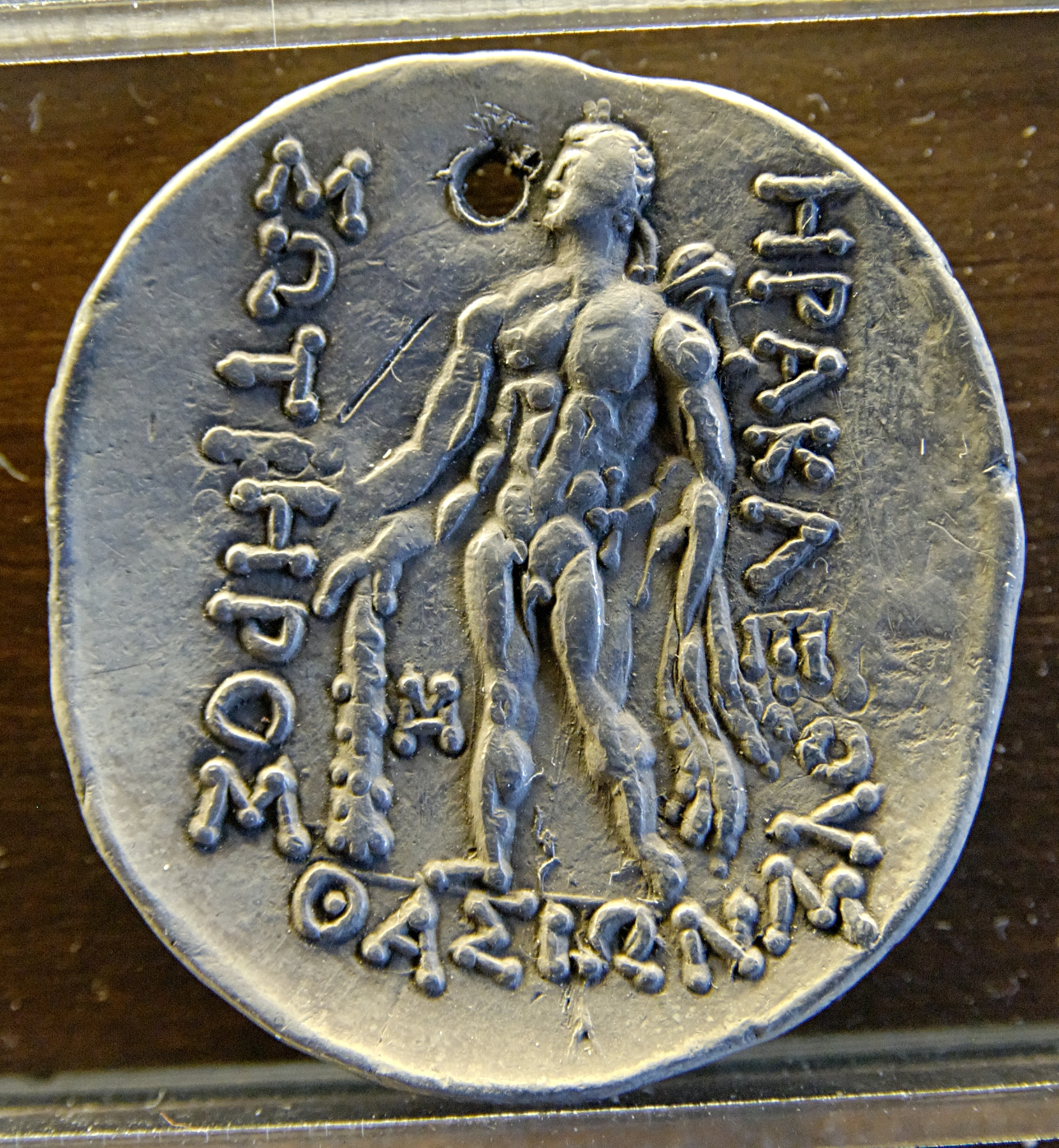
Геракл, тетрадрахма с острова Тасос
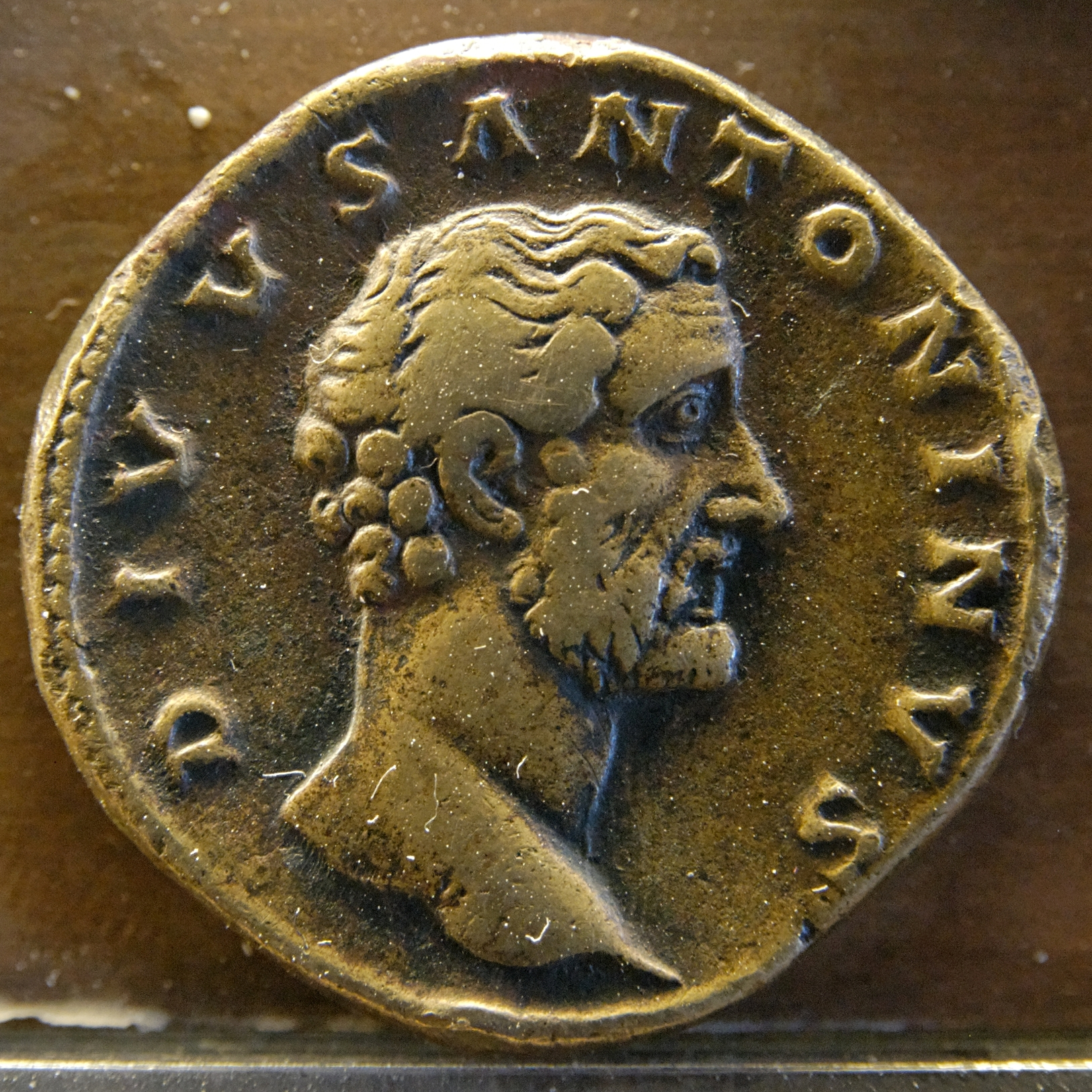
Антоний Пий, бронзовый сестерций
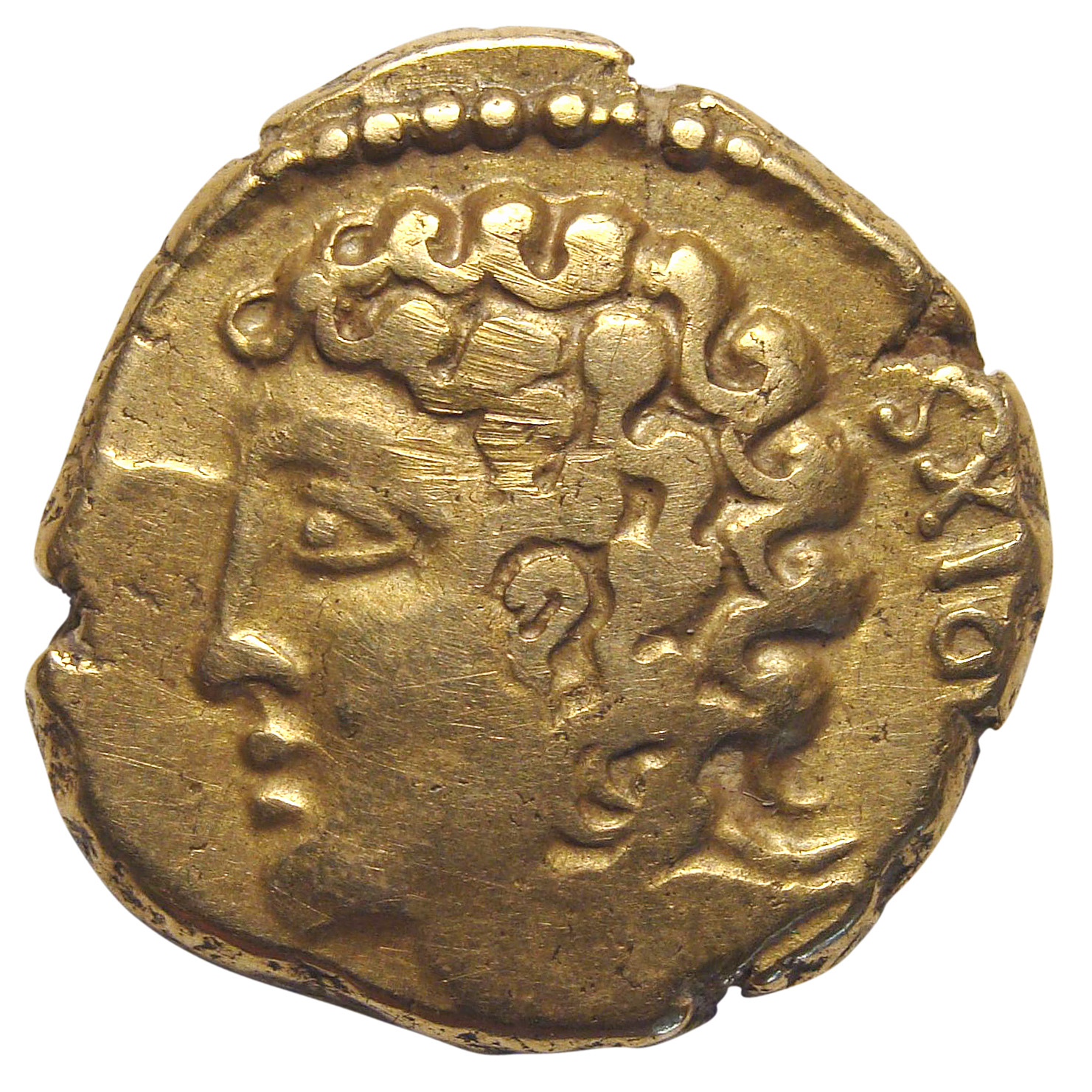
Аверс арвернского статера с Верцингеторигом из Пьонсатского клада.

### Отдел графики
В отделе графики представлена большая коллекция рисунков, эстампов, гравюр, акварелей и пастелей. В целом 7500 произведений, из которых 5800 рисунков и 1700 гравюр.

## Местоположение и проезд
Адрес музея: 20, place des Terreaux 69001 Lyon.
В музей можно добраться на метро, станция Hôtel de Ville — Louis Pradel. А также трамвайной линией С3, остановка Тerreaux.